# Aratinga sulfúria
L'aratinga sulfúria (Aratinga maculata) és una espècie d'ocell de la família dels psitàcids que habita els boscos de l'Estat de Pará, al Brasil.